# 大石昌美
大石 昌美（おおいし まさみ、1930年1月20日 - 2021年7月1日）は、日本のハーモニカ奏者。

## 来歴
1930年（昭和5年）福岡県大牟田市出身。12歳の頃よりハーモニカを吹きはじめる。1948年（昭和23年）「NHKのど自慢」に出場し、ハーモニカでの最初の合格者となる。1949年（昭和24年）世界的ハーモニカの巨匠、佐藤秀廊師に師事。
1985年（昭和50年）当時の西ドイツで開催された「世界ハーモニカコンテスト」に入賞。その後、ラジオ番組「なつメロとあなた」（九州朝日放送）のレギュラーとして約3500曲を演奏し「唄うハーモニカ」と好評を得る。1993年（平成5年）活動拠点を東京に移す。2021年7月1日、肺炎のため死去。91歳没。
レパートリーはクラシック、シャンソン、ポピュラー、童謡唱歌、歌謡曲、民謡、日本調の唄など。

## リリース
- 決定盤!ハーモニカのしらべ　日本のこころ・思い出のうた  [1995]
- 喜寿記念・新録音　歌うハーモニカ(1)  [2007]
- 喜寿記念・新録音　歌うハーモニカ(2)  [2007]
- 喜寿記念・新録音　歌うハーモニカ(3)  [2007]
- 喜寿記念・新録音　歌うハーモニカ(4)  [2007]
- 70~80’S ベストヒット・オン・ハーモニカ [2000]
- なつかしいハーモニカ ベスト [2010]
- なつかしいハーモニカ・メロディー ベスト [2008]
- ハーモニカのしらべ [2005]
- ハーモニカのしらべ　ベスト [2009]
- ハーモニカのしらべ　ベスト [2011]
- ハーモニカの調べ/大石昌美 [2007]
- ハーモニカ名演集 [1996]
- 懐かしのハーモニカ [2002]
- 懐かしのハーモニカ ベスト [2004]
- 懐かしのハーモニカ ベスト [2006]
- 韓国メロディーを奏でる [2000]
- 決定版!ハーモニカのしらべ [2001]
- 決定版!ハーモニカのしらべ [2003]
- 決定盤!ハーモニカのしらべ 日本のこころ・思い出のうた  [1999]
- 決定盤!ハーモニカの調べ[1997]
- 古賀メロをうたう [1998]
- 心のハーモニカ(1)美空ひばりを奏う [1997]
- 心のハーモニカ(2)青い山脈 [1997]
- 心のハーモニカ(3)月の砂漠 [1997]
- 心のハーモニカ(4)影を慕いて [1997]
- 心のハーモニカ(5)青春ロマン [1997]
- 心のハーモニカ(6) センチメンタル・ジャーニー [1997]
- 心のハーモニカ(7) ジャニーギター[1998]
- 心のハーモニカ(8)愛の賛歌[1999]
- 心のハーモニカ(9)ハーモニカと兵隊さん[1999]
- 心のハーモニカ(10)青葉の笛 [1999]
- 心のハーモニカ(12)美空ひばりを奏う その2  [2001]
- 心のハーモニカ(13)抒情歌を奏う [2003]
- 心のハーモニカ大全集 [1999]
- 大石昌美ハーモニカ人生 ふるさと~青春 [2006]
- 大石昌美ハーモニカ人生 ポピュラーの世界 [2006]

## 楽譜集
- 心のハーモニカ 1・2